# 阮維翰
阮維翰（越南语：／，1856年—1913年4月12日），阮朝舉人、官員，1913年在太平巡撫任上被越南光復會成員刺殺身亡。

## 生平
阮維翰爲南定省行善村（今屬南定省春長縣春鴻社行善村）人，父親爲舉人阮玉瓊。
同慶元年（1886年）在河南場考中丙戌恩科舉人。
1908年，授侍郎銜。1910年，陞總督銜。
1913年，阮維翰被越南光復會刺客刺殺身亡，太平巡撫一職由福安巡抚范文樹接替。

## 家庭
- 子阮維嶽，阮朝秀才、官員
  - 孫阮世傳，越南近代政治家、越南獨立運動者